# Макс Ліберман фон Зонненберг
Макс Ліберман фон Зонненберг — німецький політик, один із лідерів антисемітської партії в Німеччині.